# Hausfrauen-Report
Hausfrauen-Report ist der Name eines Sexfilms aus dem Jahr 1971 und einer daran anschließenden Reihe von insgesamt sechs deutschen Filmen, die von 1971 bis 1978 erschienen. Sie ist eine Variante der erfolgreicheren Filmreihe Schulmädchen-Report (siehe Report-Film). Wie diese thematisieren die Filme (im Stile angeblicher Reportagen) sexuelle Inhalte mit Nuancen gesellschaftlicher/politischer Kritik und stellen diese nur angedeutet dar.
Beim ersten Film der Reihe (1971) führte Eberhard Schröder Regie, Darsteller waren unter anderem Angelika Baumgart, Ulrike Butz und Elisabeth Volkmann. Die Uraufführung erfolgte am 18. Juni 1971. Der Film erreichte in der Bundesrepublik etwa 3,5 Millionen Zuschauer.

## Handlung
Ein Meinungsforschungsinstitut macht Befragungen zu sexuellen Themen auf der Straße. Auch werden einfache Hausfrauen zuhause besucht und in acht Beispielen erfährt man, wie das Eheleben umgangen wird und stattdessen heimliche Affären ausgelebt werden, wobei dies verschiedene Formen annimmt. So finden sexuelle Annäherungen in einem Bordell, im Bus, im LKW oder im Sportclub statt. Schließlich wird das Reporter-Paar selbst zu einem Schäferstündchen animiert.

## Filmografie
- 1971: Hausfrauen-Report 1. Teil: Hausfrauenreport – unglaublich aber wahr
- 1971: Hausfrauen-Report 2. Teil: Der neue Hausfrauen-Report
- 1972: Hausfrauen-Report 3. Teil: Hausfrauenreport III
- 1972: Hausfrauen-Report 4. Teil
- 1973: Hausfrauen Report international
- 1977: Hausfrauen-Report 6. Teil: Warum gehen Frauen fremd?